# Ирина Асен
Ирина Асен (удата Кантакузин) је била супруга византијског цара и историчара Јована VI Кантакузина ((1341)1347 — 1354). Током многобројних грађанских ратова у којима је њен муж учествовао, показала се као сјајна политичарка и организаторка у једном од најгорих периода византијске историје. Неколико пута је успешно организовала одбране утврђених градова, па чак и самог Цариграда 1348. године када су га напали Ђеновљани. На верском плану је била поборница Григорија Паламе и његових исихаста које је подржавао и њен муж, са којим се замонашила после његове абдикације узевши монашко име Евгенија.

## Порекло Ирине Асен
Ирина је потицала из бугарске породице Асена, али је по женској линији водила порекло од родоначелника Палеолога цара Михајла VIII ((1259)1261 — 1282). Његова ћерка Ирина се 1279. године удала за бугарског цара Јована III Асена (1279—1280) са којим је добила сина Андроника, који је имао четворо деце:
- два сина:Јована и Манојла
- две ћерке, од којих је једна била Ирина.

## Живот Ирине Асен
Рођена је почетком XIV века, а своју младост је провела највероватније у Цариграду где су јој одрастала и браћа. Она се 1318. године удала за Јована Кантакузина, младог и богатог византијског племића, који је био близак пријатељ и вршњак Андроника III Палеолога (1328—1341). После свадбе њих двоје су се преселили у Галипољ, где су живели на породичном поседу Кантакузина.

### Побуна златне младежи
Андроник II Палеолог (1282—1328) је донео 1320. године одлуку да одузме престо свом унуку Андронику III, што доводи до револта међу делом византијског племства на чијем челу се нашао Иринин муж Јован. Побуњеницима се 1321. године придружује и сам Андроник III који је успео да побегне из Цариграда. Грађански рат се окончао маја 1328. године победом Андроника III који је проглашен за цара, а његов најближи сарадник Јован Кантакузин одбија понуђену титулу савладара и задовољава се титулом великог доместика односно главнокомандујућег војске.
Током трајања сукоба и Јовановог одсуства Ирина је са његовом мајком Теодором са успехом управљала Галипољем и Димотиком пружајући логистичку подршку устаницима. У овом периоду њихов брак бива крунисан потомством и она му рађа синове Матију (1325) и Манојла (1326).

### Смрт цара Андроника III и нови грађански рат
Византијски цар Андроник III је умро изненада 1341. године остављајући за собом деветогодишњег сина Јована V (1341—1391) и тестамент да до његовог пунолетства Византијом као намесник влада његов најбољи пријатељ и сарадник велики доместик Јован Кантакузин. Међутим мајка малолетног престолонаследника царица Ана Савојска под наговором патријарха Јована XIV Калекаса и Алексија Апокавка, одлучује да она и патријарх треба да буду намесници. За преврат је искоришћен тренутак када се велики доместик Јован Кантакузин није налазио у Цариграду.
Део византијског племства сматрао је да Андроникову одлуку треба испоштовати и да велики доместик Јован Кантакузин треба да буде намесник, због чега долази до новог грађанског рата, а устаници октобра 1341. године у Димотици проглашавају Јована Кантакузина за цара. Нови грађански рат приморао је Јована Кантакузина да поново напусти Ирину и упути се прво у Солун, а потом у Србију у покушају да нађе савезнике у рату. Он је успео да договори са краљем Душаном Немањићем (1331—1355) око заједничког деловања, али је та сарадња брзо пропала, а краљ Душан је прешао на страну његових противника.
У време почетка сукоба Јован и Ирина су имали шесторо деце:
- синове:Матију, Манојла и Андроника
- ћерке:Марија, Теодора и Јелена

Два старија сина кренула су са оцем, док је најмлађи остао у Цариграду са Теодором Кантакузин и њих двоје су врло брзо завршили у тамници у којој је ускоро Теодора и преминула. Одсуство Јована Кантакузина искористили су његови противници покушавши да заузму Димотику, али им се Ирина одлучно супротставила организујући одбрану града коју је поверила свом брату Манојлу. Током две године Јовановог одсуства град се одржао, а Ирина је и сама отпочела са тражењем савезника и помоћи од Бугара и Турака. Тако је Умуру емиру од Смирне (Ајдина) који је био савезник њеног мужа пружила храну и топлу одећу за зиму, поштујући њихово савезништво.
Ратна срећа пратила је Јована Кантакузина и он је 21.05. 1346. године у Хадријанопољу примио царски венац из руку Јерусалимског патријарха који је у међувремену анатемисао цариградског. После тог чина Јован је према византијској традицији положио венац на Иринину главу прогласивши је царицом. Само месец дана после тога њена друга ћерка Теодора бива у Селимврији удата за емира од Битиније Орхана I (1326—1362), који је био Кантакузинов савезник. Теодора је и поред бројних покушаја да је преведу у ислам задржала своју православну веру и после Орханове смрти 1362. године, се вратила у Цариград.

### Победа Јована Кантакузина
Сукоб се коначно окончао фебруара 1347. године када је Јован Кантакузин победнички ушао у Цариград. Мировним уговором је договорено да он влада наредних десет година самостално, а потом као савладар петнаестогодишњем цару Јовану V Палеологу који би се оженио његовом најмлађом ћерком Јеленом. Тачно годину дана након што је из руку јерусалимског патријарха примио царски венац Јован VI Кантакузин је из руку новог цариградског патријарха примио и званично царски венац, који је потом положио на Иринину главу. Месец дана после овога обављена је женидба цара Јована V Палеолога и Јелене Кантакузин. Међутим најстарији син Јована Кантакузина Матија није био задовољан договором сматрајући да је његов отац требало да постане цар, а он престолонаследник. Избијање сукоба спречила је царица Ирина која је крајем 1347. године посетила свог сина у Хадријанопољу наговоривши га да се задовољи великим поседима у Тракији. Када се вратила у Цариград, сачекала ју је тужна вест да је њен најмлађи син Андроник у међувремену преминуо од куге која је харала.
У лето наредне године цар Јован VI Кантакузин напушта престоницу због сукоба са Бугарима, а царици Ирини Асен препушта управу над градом. Одсуство цара пробали су да искористе Ђеновљани из Пере да наметну своју вољу Византији и униште покушај новог цара да обнови византијску флоту. У августу 1348. године они прелазе Златни рог и спаљују све византијске бродове. Царица Ирина Асен Кантакузин је одлучно одбила да разговара са њима, а њихов покушај да продру у град су одбиле снаге предвођене њеним сином Манојлом и зетом Нићифором (супругом Марије). Њена одлучност да не прихвати уцене Ђеновљанске републике подстакла је народ да стане у одбрану Цариграда, о чему сведоче и речи историчара Нићифора Григоре:
У ваздуху је био такав осећај, да је свако помагао у одбрани, доносећи оружје и доводећи коње. Грађевинци, кројачи и металци, сви су узели оружје. Радници и копачи канала који су се пријавили као плаћеници узели су весла и пошли на море. Чак су и робови добили оружје од господара и научили да употребљавају лук и стрелу. Неочекивана криза подстрекла је њихову ревност.— Грегорас, византијски историчар и савременик дешавања
Притисци Ђеновљана нису уродили плодом, а њихове уцене одбио је и цар Јован VI Кантакузин када се, почетком октобра вратио у престоницу. Међутим идуће године Ђеновљанска флота је потопила нову туру изграђених бродова и Византија је морала да прихвати пораз. У то време цар Јован VI Кантакузин одлучује да створи нову државу у склопу Византије и преда је на управу свом другом сину Манојлу. Од територија које је Византија на Пелопонезу повратила од Ахајске кнежевине Вилердуена он ствара Морејску деспотовину предавши је Манојлу на управу. Значај деспотовине показаће се у XV веку када ће она представљати последњи офанзивни део умируће Византије. Значај ове државе утолико је већи, ако се има у виду да је она за 7 година надживела саму Византију и да је ћерка последњег морејског деспота Томе Палеолога Зоја својом удајом за московског кнеза Ивана III Рјуриковича на својеврстан начин продужила живот Византији, јер је њен муж створио руско царство, преузевши дворски церемонијал и симболе из Византијског царства.
Непосредно после тога царица Ирина Кантакузин у пратњи три епископа креће у нову мисију код свог сина Матије да га наговори да се поново окане захтева за троном за своју породицу, али овог пута није имала успеха и букнуо је рат између Матије и цара Јована V Палеолога око тога ко ће наследити цара Јована VI Кантакузина на престолу. Иринин син је имао више успеха у борбама и потиснуо је цара Јована V Палеолога на острво Тенедос. Цар Јован V је одатле покушао да искористи одсуство старијег Кантакузина из Цариграда и овлада уз помоћ своје флоте престоницом, али је царица Ирина још једном успешно организовала одбрану и његов напад је био одбијен. Овакав развој ситуације приморава цара Јована VI Кантакузина да 1352. године, противно одредбама мира из 1347. године, прогласи Матију за свог јединог и легитиминог наследника, али он тек фебруара 1354. године бива и званично проглашен од стране цркве за цара - савладара.
Само месец дана после тога долази до догађаја који ће заувек променити ток историје Балканског полуострва, савезници цара Јована VI Кантакузина Османлије прелазе Дарданеле и заузимају за себе Галипољ отпочевши своју инвазију полуострва. Прва жртва овог догађаја био је сам цар Јован VI Кантакузин који губи поверење у народу и племству. У ноћи између 21. и 22. новембра цар Јован V Палеолог допловљава са Тенедоса и уз помоћ својих присталица улази у Цариград у ком бива поздрављен као прави цар. Цар Јован VI Кантакузин прихвата пораз и 10. децембра се званично одриче царске одоре и облачи монашку ризу замонашивши се као Јоасаф у цариградском манастиру светог Ђорђа у Мангани. Изгледа да је царица Ирина Асен током ових дешавања подржала супруга у његовој одлуци, иако јој Перисо приписује речи:
Да сам ја чувала Дидимотику као што си ти чувао Цариград, могли смо да се растанемо још пре двадесет година— Наводне речи Ирине Асен Јовану Кантакузину
и покушај да одигра улогу Јустинијанове Теодоре током побуне Ника, она је ипак 11. децембра напустила двор и замонашила се у манастиру свете Марте под именом Евгенија.

### Ирина Асен као монахиња Евгенија
Њен најстарији син Матија се и овог пута није слагао са договором старог и младог Јована и одлучио је да настави борбу. Покушао је да на своју страну приволи и своју мајку, али је она одбила да учествује у даљим заверама, а када је коначно Матија поражен крајем 1357. године, појавила се у пратњи патријарха приликом његове званичне предаје у Епиватима на Босфору. Матија је у сукобу са Србима, који су били Јованови савезници заробљен, након чега је испоручен званичном цару, који га је приморао да се одрекне претензија на царски трон, после чега га је помиловао за побуну.
Кантакузини (Јован, Ирина и Матија) су остали у престоници све до 1361. године када се селе на Пелопонез код морејског деспота Манојла Кантакузина, највероватније плашећи се новог налета куге који је захватио престоницу. Годину дана касније остарели супружници су се вратили у Цариград у коме ће дочекати крајеве својих живота.
Не зна се поуздано када је преминула Ирина Асен Кантакузин. Историјски подаци је априла 1363. године и даље виде као живу, али је 1379. године већ била покојна пошто се не помиње међу заробљеницима током побуне Андроника IV (1376—1379).

## Породично стабло
|  |                   |  |  |  |  |  |  |  |  |  |  |  |  |  |  |  |
|  | 4. Јован Асен III |  |  |  |  |  |  |  |  |  |  |  |  |  |  |  |
|  |                   |  |  |  |  |  |  |  |  |  |  |  |  |  |  |  |
|  |                   |  |  |  |  |  |  |  |  |  |  |  |  |  |  |  |
|  | 2. Андроник Асен  |  |  |  |  |  |  |  |  |  |  |  |  |  |  |  |
|  |                   |  |  |  |  |  |  |  |  |  |  |  |  |  |  |  |
|  |                   |  |  |  |  |  |  |  |  |  |  |  |  |  |  |  |
|  | 5. Ирина Палеолог |  |  |  |  |  |  |  |  |  |  |  |  |  |  |  |
|  |                   |  |  |  |  |  |  |  |  |  |  |  |  |  |  |  |
|  |                   |  |  |  |  |  |  |  |  |  |  |  |  |  |  |  |
|  | 1. Ирина Асен     |  |  |  |  |  |  |  |  |  |  |  |  |  |  |  |
|  |                   |  |  |  |  |  |  |  |  |  |  |  |  |  |  |  |
|  |                   |  |  |  |  |  |  |  |  |  |  |  |  |  |  |  |
|  | 3.                |  |  |  |  |  |  |  |  |  |  |  |  |  |  |  |
|  |                   |  |  |  |  |  |  |  |  |  |  |  |  |  |  |  |
|  |                   |  |  |  |  |  |  |  |  |  |  |  |  |  |  |  |